# Kupeharpalus
Kupeharpalus es un  género de coleópteros adéfagos de la familia Carabidae.

## Especies
Comprende las siguientes especies:
- Kupeharpalus barrattae Larochelle & Lariviere, 2005
- Kupeharpalus embersoni Larochelle & Lariviere, 2005
- Kupeharpalus johnsi Larochelle & Lariviere, 2005